# Mount Woolnough
Mount Woolnough ist ein über 1400 m hoher Berg im ostantarktischen Viktorialand. Er ragt an der Nordseite des Mackay-Gletschers auf halbem Weg zwischen Mount Morrison und Mount Gran auf.
Kartiert wurde er von Teilnehmern der britischen Terra-Nova-Expedition (1910–1913), die ihn nach dem britischen Geologen Walter George Woolnough (1876–1958) benannten, der bei der Erstellung der wissenschaftlichen Beiträge der Nimrod-Expedition (1907–1909) behilflich war.